# Olov Åkerman
Olov Åkerman, född 13 september 1893 i Sura församling, Västmanlands län, död 2 oktober 1966, var en svensk ingenjör.
Efter studentexamen 1912 blev Åkerman filosofie kandidat 1916 och utexaminerades från Kungliga Tekniska högskolans avdelning för elektroteknik 1919. Han var konsulterande ingenjör hos Bergman & Co. i Stockholm 1919–20, teknisk chef för ASEA:s banavdelning i Västerås 1920–42 och bedrev därefter egen konsulterande verksamhet i Stockholm, Olov Åkerman Ingenjörsfirma, avseende bland annat ban- och installationsteknik, och övertog Julius Körners konsulterande byrå 1943. 
Åkerman utarbetade ett flertal nya anordningar för elektriska enfaslok, dieselelektriska motorvagnar, tågbelysning etc., av vilka flertal patenterades av ASEA, ett regleringssystem för enfaslok, vilket infördes bland annat på Bergslagsbanans nya lok, automatsystem använt i Danmark, utarbetade den så kallade regulatormotorprincipen tillämpad för dieselvagnar, elektrisk tågbelysning m.m., nya beräkningsmetoder för beräkning av sammanlagring vid kraftnät. I egenskap av teknisk chef för ASEA:s banavdelning deltog han i elektrifieringen av de svenska järnvägarna. Han var sakkunnig åt bland annat Bergslagsbanan, AB Stockholms Spårvägar, Göteborgs spårvägar och Lidingöbanan samt skrev ett stort antal artiklar avseende järnvägstekniska och andra tekniska frågor.